# Torrefiel
Torrefiel és un barri pertanyent al districte de Rascanya (districte 15), a la ciutat de València, País Valencià. El codi identificatiu del barri segons l'ajuntament de València és el 15.2.
És un barri obrer de classe mitjana-baixa. Disposa de tres col·legis de primària, els CP Professor Sanchis Guarner, el CP Torrefiel i l'Antonio Machado. També hi ha un mercat, situat a l'extrem nord.

## Geografia
El barri de Torrefiel forma part del districte de Rascanya, a l'extrem nord de la ciutat. Se situa entre els barris de Benicalap i els Orriols, i al sud-est rau el del Tormos; al nord, fita amb el barri del Poble Nou. Té una forma irregular, que corre des de l'avinguda del Doctor Peset Aleixandre fins a l'Avinguda de Germans Machado, i des de l'avinguda de la Constitució fins al camí de Montcada i a l'avinguda de Joan XXIII. D'altra banda, és un barri compacte però ample, sense cap gran vial o barrera arquitectònica que el dividisca.

## Història
Si bé van existir diverses alqueries a la zona des de l'antiguitat, el núcli de l'actual barri sorgeix a partir de principis del segle XX. El primer cens es realitzà el 1901 i cap a la dècada de 1920 es conformà l'actual barri, proper a l'antic municipi d'els Orriols. Posteriorment, a la dècada de 1950, també es construïren grups d'habitatge social econòmic per als afectats de la riuada de 1957.

## Demografia
| 1970   | 1981   | 1991   | 2001   | 2010   | 2020   | 2030 |
| ------ | ------ | ------ | ------ | ------ | ------ | ---- |
| 15.043 | 22.815 | 23.679 | 23.122 | 26.399 | 26.444 | -    |
| 2040   | 2050   | 2060   | 2070   | 2080   | 2100   | 2110 |
| -      | -      | -      | -      | -      | -      | -    |

## Transport

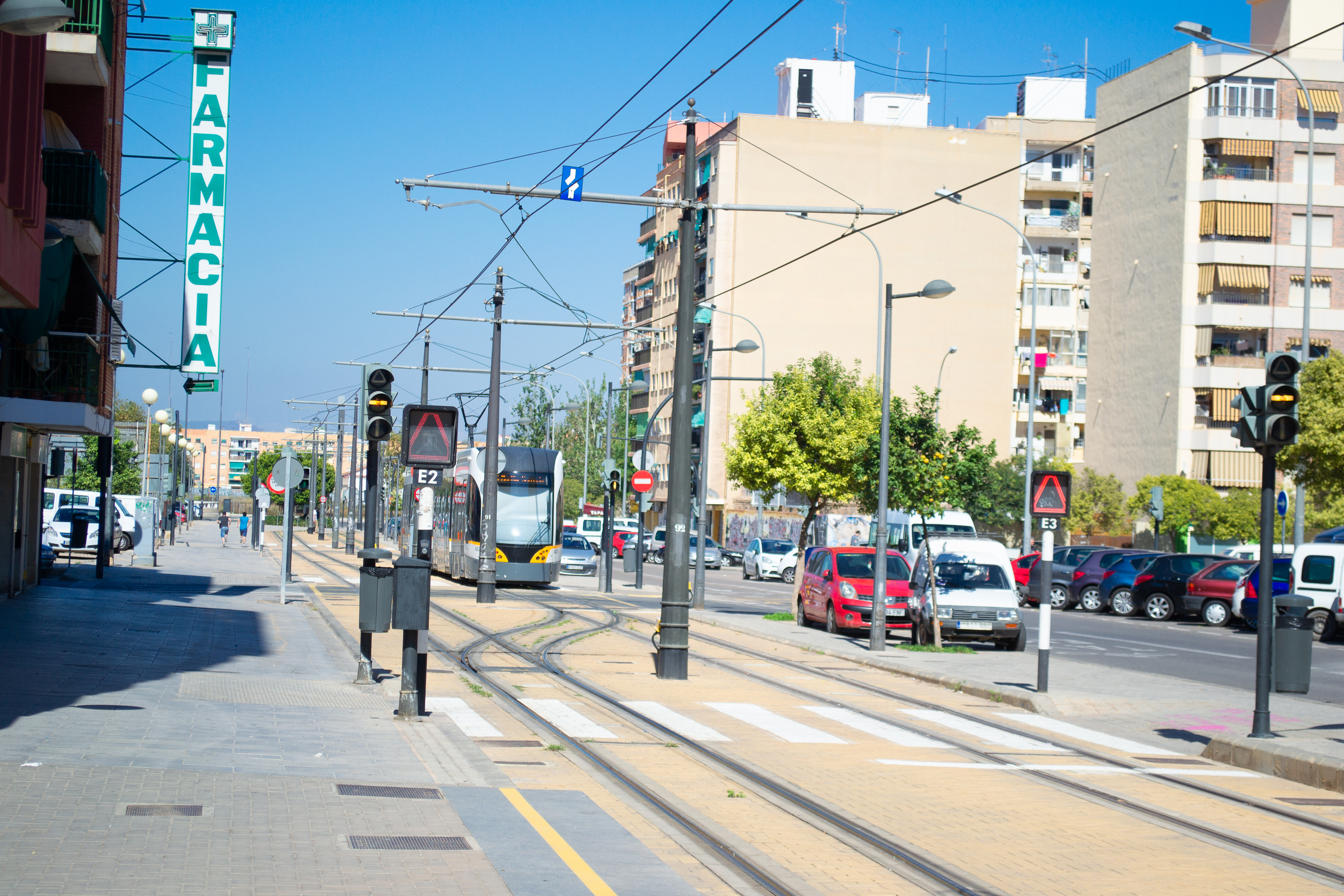
Tramvia a Torrefiel

Torrefiel disposa de bons accessos a la Ronda i a Tavernes Blanques, i alhora amb la segona ronda de circumval·lació a través de l'avinguda del Doctor Peset.
- Empresa Municipal de Transports de València (EMT)
  - Línies: 6 (Torrefiel-Hospital La Fe) - 12 (Ciutat Fallera-Plaça d'Amèrica) - 26 (Montcada/Alfara-Porta de la Mar) - 60 (Avinguda de l'Oest-Torrefiel) - N2 (Estació del Nord-Primat Reig/Tavernes Blanques)
- Ferrocarrils de la Generalitat Valenciana (FGV)
  - Tossal del Rei (Metrovalència)